# (8500) Hori
(8500) Hori est un astéroïde de la ceinture principale.

## Description
(8500) Hori est un astéroïde de la ceinture principale. Il fut découvert le 10 octobre 1990 à Kitami par Kin Endate et Kazuro Watanabe. Il présente une orbite caractérisée par un demi-grand axe de 3,00 UA, une excentricité de 0,14 et une inclinaison de 12,3° par rapport à l'écliptique.

## Compléments